# 寄人
寄人（よりうど/よりゅうど）とは、平安時代以後中世にかけて用いられた一定の人々に対する呼称であるが、複数の意味がある。

## 職制機関における寄人

### 公家政権
朝廷の官衙である和歌所・御書所・記録所・院文殿・後院などにおける職員を指す。和歌所の場合は、召人（めしうど）とも呼ばれる。庶務・執務に精通した事務能力のある官人が選任された（和歌所の場合は、和歌の作成・選定能力がこれに替わる）。
定員はおよそ10-20名で多くが他の官司からの出向・兼務で務めていたと考えられている。『類聚名物考』には、官司に「寄り合う人」を寄人と呼んだのが語源であると言われているが真偽は不明である。
歴史学者の稲葉伸道は、新しく設置した公的機関は既存の機関から職員が寄せられたからではないか、と推測している。

### 武家政権
幕府の組織である公文所・政所・問注所・侍所に属する職員を指す。公人（くにん）とも呼ばれた。書類の記録・作成の必要上、右筆などの経験者が任じられることもあり、執事・執事代・所司代・開闔などの幹部も寄人・公人から選ばれることが多かった。

## 民間における寄人

### 荘園
平安時代の荘園における特定の形態のもとで荘園領主（本家）の使役を受けた人々を指す。ただし、時期によってその意味合いは異なることになる。
元は荘園に逃れてその隷属下に入って荘民化した浪人であったと考えられている。10世紀中頃より国衙から課される臨時雑役の賦課の免除を受けた荘民を指して寄人と称した。これに対して、対象にならなかった荘民は公領耕作者とともに公民と呼ばれた。ところが、後に公民でありながら、臨時雑役免除の特権を持つ荘園の一部を耕作してそこに寄人として帰属して二重の隷属関係を持つことで、本来の耕作地を含めた臨時雑役の免除を図ろうとするものも現れた。これに対して荘園領主もこれを受け入れて反対にこれを利用して彼らが本来耕していた耕作地（公領や他の荘園耕地）を自己に収めようとする者も現れた。こうした事態の放置は公領の減少のみならず、荘園間の境相論を引き起こす一因となったため、荘園整理令などで度々寄人を規制した。
11世紀中頃以後、不入の権の拡大とともに一円支配が確立され、荘園内に居住するものは全て荘民として荘園領主に帰属されることになった。このため、荘園内に残されていた臨時雑役免除などを持たなかった公民と寄人の差は実質上消滅することになり、以後は荘民という語が用いられるようになった。

### 商工業者
また、荘園と同様に商工業者・職能人の間でも荘園の寄人のように特定の権門の隷属下に入ってその庇護を受けた者も寄人と呼んだ。神人・供御人・散所雑色もその一種である。その職業の性格上、その居住地とつながる権門以外の権門に属したり、複数の権門の寄人になる例もあった。中世における座の形成にも寄人集団の関与が指摘されている。